# Antoni Łazarkiewicz
Antoni Aleksander Komasa-Łazarkiewicz (ur. 12 marca 1980 w Warszawie) – polski kompozytor i aktor.

## Twórczość
Tworzy między innymi muzykę filmową i teatralną. Skomponował między innymi muzykę do filmów Agnieszki Holland W ciemności, Pokot oraz jej serialu Gorejący Krzew, a także do filmu: Treasure (2024) w reżyserii Julii von Heinz.

## Nagrody
Był wielokrotnie nominowany do Polskiej Nagrody Filmowej. W 2008 otrzymał nagrodę European Film Music Trophy for Young Talent za muzykę do filmu Winterreise, w tym samym roku został wyróżniony nagrodą German Television Music Award, a w 2014 nagrodę Czeskiego Lwa za muzykę do filmu Agnieszki Holland Gorejący Krzew.

## Rodzina
Jest synem reżyserów Magdaleny Łazarkiewicz i Piotra Łazarkiewicza, wnukiem działacza komunistycznego i publicysty Henryka Hollanda, siostrzeńcem Agnieszki Holland, mężem Mary Komasy. Ma dwie córki i syna.